# Казанка-20
Каза́нка-20 (рос. Казанка-20) — селище у складі Чебулинського округу Кемеровської області, Росія.

## Населення
Населення — 50 осіб (2010; 145 у 2002).
Національний склад (станом на 2002 рік):
- росіяни — 80 %